# Биби Джоунс
Биби Джоунс (на английски: Bibi Jones) е артистичен псевдоним на американската порнографска актриса Бритни Маклин (Britney Maclin), родена е на 23 юли 1991 г. в град Оклахома Сити, щата Оклахома, САЩ.

## Кариера
Най-напред работи като стриптизьорка във Финикс, щата Аризона.
Дебютира като изпълнителка в порнографската индустрия през 2010 г., когато е на 19-годишна възраст. През първата година от кариерата си се снима в продукции на различни компании – „Хъслър видео“, „Норт Пол ентърпрайсис“, „Туистис“, „Брейзърс“, „Имортал продукшънс“ и други. Първоначално използва псевдонима Бритни Бет (Britney Beth). През декември 2010 г. подписва ексклузивен договор с „Диджитъл Плейграунд“, с което става най-младата актриса с договор с тази компания. Първият ѝ филм за „Диджитъл Плейграунд“ е „Убийци“.
През 2012 г. получава своята първа и единствена AVN награда за най-гореща секс сцена (награда на феновете), като тя е съносител на наградата заедно с Кейдън Крос, Джеси Джейн, Райли Стийл, Стоя и Мануел Ферара за изпълнението им на сцена във филма „Бавачки 2“. Освен това тя получава и три номинации за AVN награди в категориите за най-добра групова секс сцена, за най-добра секс сцена с трима атьори (момиче-момиче-момче) и за най-добра нова звезда. Същата годинаполучава и номинация за XRCO награда за нова звезда на годината.
На 17 юли 2012 г. Джоунс обявява в профилите си в социалните мрежи Фейсбук и Туитър, че прекратява кариерата си в порнографската индустрия.
В началото на 2013 г. се завръща в индустрията за възрастни, подписвайки нов петгодишен договор с компанията „Диджитъл Плейграунд“, и заявява, че отново ще се изявява като порнографска актриса, но и че ще продължи работата си, свързана с продажби и маркетинг в компании в Аризона, която започва по време на прекъсването на порнокариерата си.

## Мейнстрийм
В края на 2011 г. и началото на 2012 г. името на Биби Джоунс нашумява след като тя заявява в радиоинтервю, че е важен фактор на трансферния пазар в бейзбола в САЩ: "Да, бях използвана да „убеждавам“ някои звезди да подпишат с агента Тери Брос... Спах с поне 10 такива през 2010 г. и почти всички после отидоха в неговата агенция. Но аз нямам оплаквания, все пак те са звезди". Джоунс пуска в социалната мрежа Туитър свои снимки, облякла демонстративно екипи на звезди от бейзбола, американския футбол и баскетбола в САЩ, като твърди, че е правила секс с всеки, с чийто екип се е снимала. Сред публикуваните снимки порноактрисата е и такава с екипа на звездата на отбора по американски футбол Ню Инглънд Пейтриътс – Роб Гронковски, на която се вижда и самият Гронковски. Тези изяви на Биби Джоунс, свързани със спортни звезди, ѝ носят популярност извън порнографската индустрия. Американският сайт bustedcoverage.com включва порноактрисата в класация на 75 жени, които през 2011 са се появявали в една или друга връзка в новините от спорта – като приятелки на спортисти, като мажоретки и атлетки, както и други жени, дори и с косвена връзка със спорта.
Участва във видеоклипа на песента „Been To Hell“ на американската рап група Hollywood Undead.

## Личен живот
Живее в Скотсдейл, щата Аризона, САЩ.
През октомври 2013 г. обявява, че е бременна.

## Награди и номинации
Носителка на награди
- 2012: AVN награда за най-гореща секс сцена (награда на феновете) – „Бавачки 2“ (с Кейдън Крос, Джеси Джейн, Райли Стийл, Стоя и Мануел Ферара).[9]

Номинации
- 2012: Номинация за AVN награда за най-добра нова звезда.[9][20]
- 2012: Номинация за AVN награда за най-добра сцена с групов секс – „Бавачки 2“ (с Кейдън Крос, Джеси Джейн, Райли Стийл, Стоя и Мануел Ферара).[9][20]
- 2012: Номинация за AVN награда за най-добра секс сцена с тройка (момиче-момиче-момче) – „Убийци“ (с Джеси Джейн и Мануел Ферара).[9][20]
- 2012: Номинация за XBIZ награда за нова звезда на годината.[21]
- 2012: Номинация за XRCO награда за нова звезда.[9][22][23]
- 2012: Номинация за Exotic Dancer награда за изпълнение в порнографски филм.[24]
- 2012: Номинация за NightMoves награда за най-добра звезда в социалните мрежи.[25]